# ヨロ郡 (カリフォルニア州)
ヨロ郡（英: Yolo County）は、アメリカ合衆国カリフォルニア州の北部に位置する郡である。人口は21万6403人（2020年）。
郡庁所在地はウッドランドである。人口最大の都市デイビスにはカリフォルニア大学デイビス校が立地している。
ヨロ郡は州都サクラメントに近く、サクラメント大都市圏に属しているが、郡の大半は田園地帯である。ヨロ郡を中心としてトマトの生産高は数百万ドルに上り、アメリカ合衆国のトマト缶詰と加工市場で90%を占めていることからもこのことが裏付けられる。
ヨロ郡と境界を接している郡は、サクラメント郡、ソラノ郡、ナパ郡、レイク郡、コルサ郡、サッター郡である。

## 歴史
ヨロ郡はカリフォルニア州が州に昇格した1850年に設立された郡の1つである。
1850年当初の州法では"Yola"という綴りだった。Yoloはインディアンの名前が訛ったものであり、「殺到することの多い場所」を意味する部族名Yo-loy、あるいはインディアンの酋長の名前Yodo、さらには集落の名前Yodoiを語源とするなど諸説ある。

## 郡政府
ヨロ郡は5人の地区監督官からなる委員会と4つの法人化都市の政府によって治められている。4つの都市とはデイビス、ウッドランド、ウェストサクラメント、ウィンターズである。

## 地理

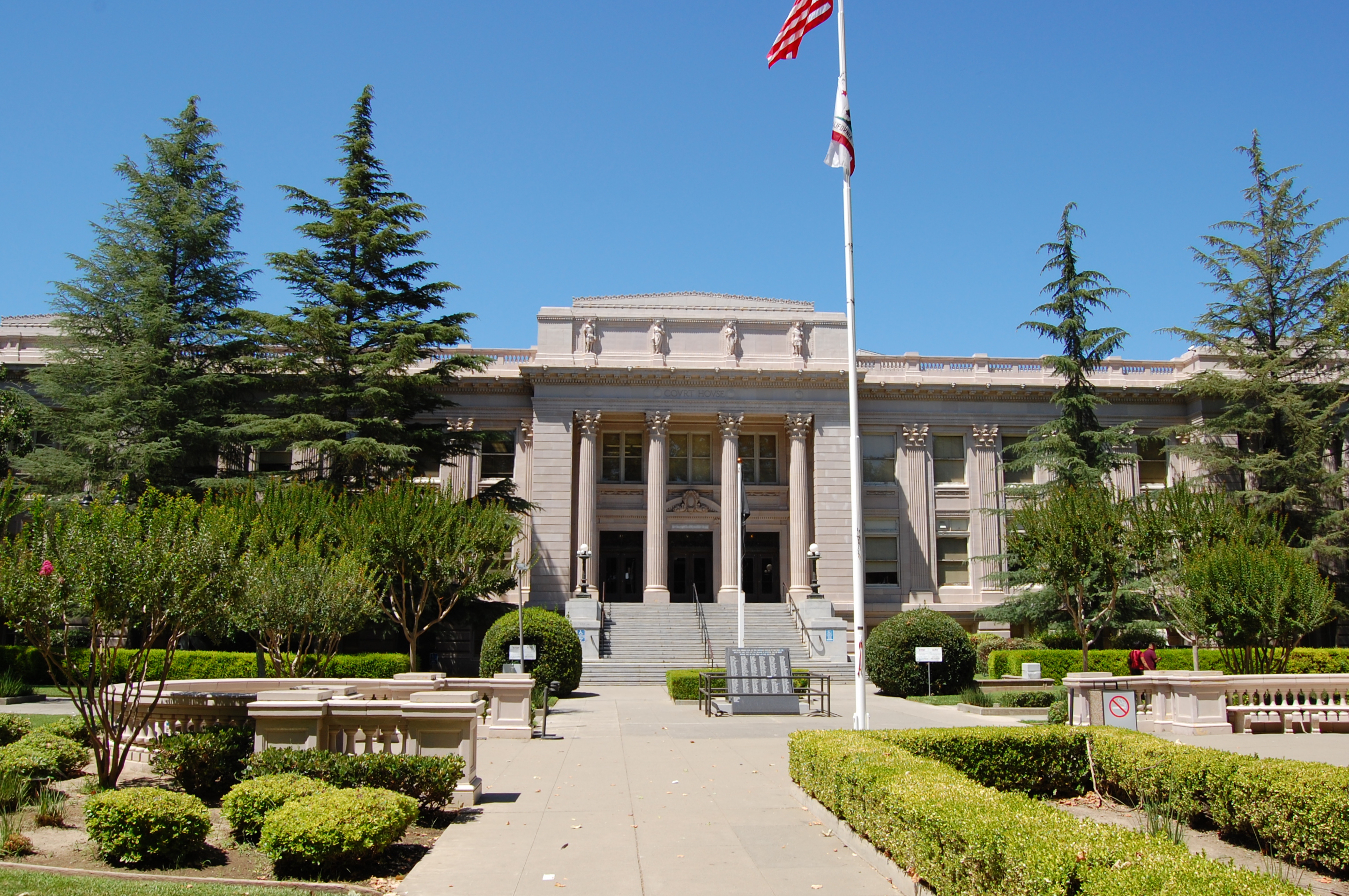
ヨロ郡庁舎

アメリカ合衆国国勢調査局に拠れば、郡域全面積は1,023平方マイル (2,649 km2)であり、このうち陸地は1,013平方マイル (2,624 km2)、水域は10平方マイル (25 km2)で水域率は0.94%である。

### 隣接する郡
- サクラメント郡 - 東
- ソラノ郡 - 南
- ナパ郡 - 西
- レイク郡 - 北西
- コルサ郡 - 北
- サッター郡 - 北東

## 都市と町

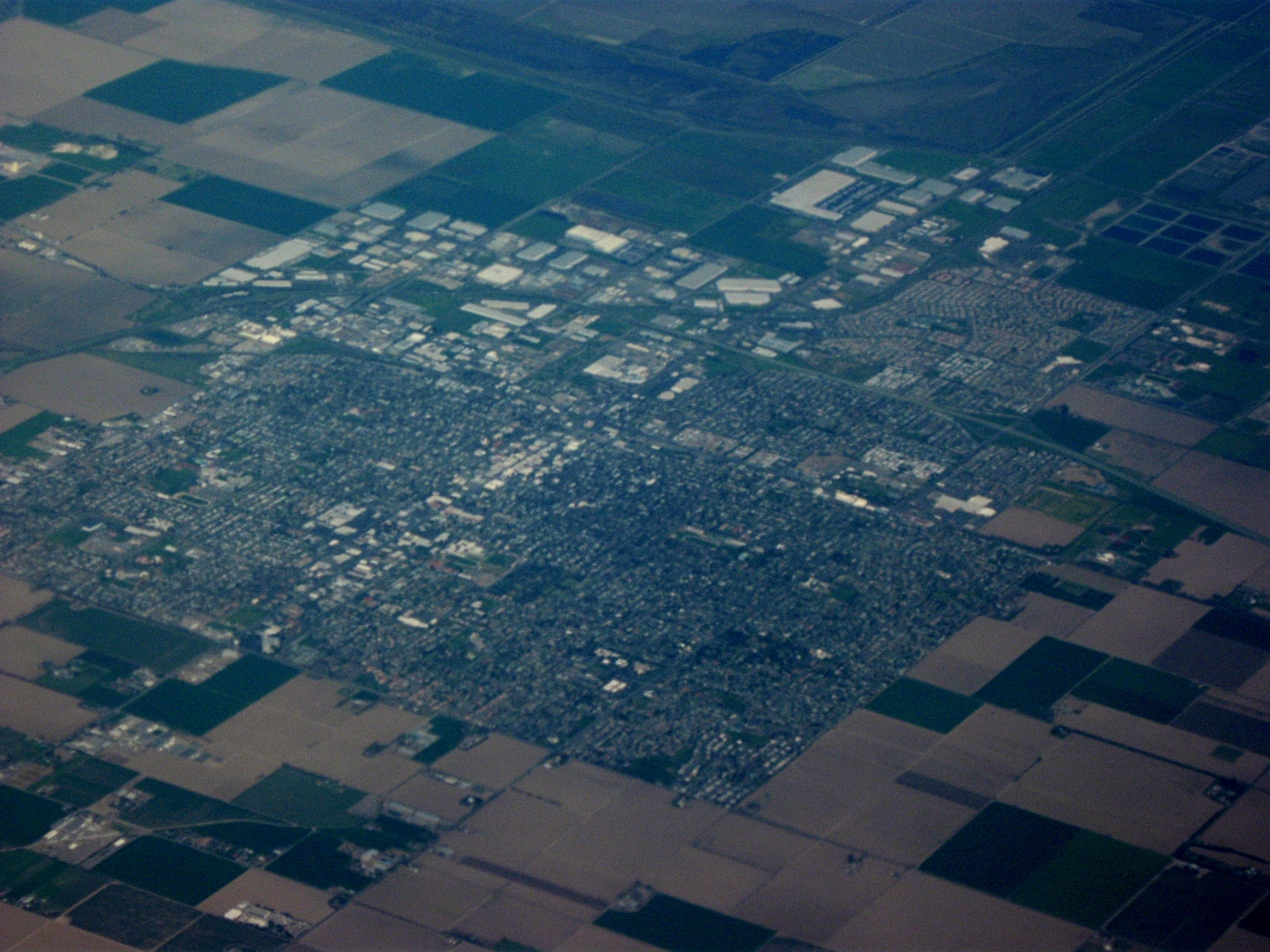
ウッドランド

市
- デイビス
- ウッドランド（郡庁所在地）
- ウェストサクラメント
- ウィンターズ

国勢調査指定地域
- ブルックス
- キャペイ
- クラークスバーグ
- コナウェイ
- ダニガン
- エルマセロ
- エスパルト
- ガインダ
- ナイツランディング
- マディソン
- プレインフィールド
- ラムゼー
- ヨロ
- ザモラ

## 交通

### 主要高規格道路
- 州間高速道路5号線、郡東部のサクラメント川から入り、郡北端のダニガンに抜ける
- 州間高速道路80号線、郡東部のサクラメント川から入り、郡南東部のデイビスに抜ける
- 州間高速道路505号線、ダニガンで州間高速道路5号線から別れ、郡南部のウィンターズに抜ける
- カリフォルニア州道16号線、ラムゼーの北西にある郡北西境界から入り、ウッドランドで州間高速道路5号線と交わる
- カリフォルニア州道45号線、カリフォルニア州道113号線のナイツランディングに始まり、郡北部を通る
- カリフォルニア州道113号線、デイビスの南東から入り、ナイツランディング近くの郡北東部に抜ける
- カリフォルニア州道128号線、ベリーサ湖から入り、ウィンターズ近くで州間高速道路505号線と交わる

### 郡道
ヨロ郡の交通は番号付き郡道の体系によっている。番号の付け方は次の通りである。
1. 南北の道路は西から東に41号から117号までとなる
2. 東西の道路は北から南に1号から31号Aまでと151号から161号となる

番号付き郡道は1マイル (1.6 km) 毎に離れており、1マイルに満たない場合は文字を付けて表示する。都市部に入る郡道は市境界を越えた所で固有の名称が付けられている。例えばウッドランドの郡道101号線はパイオニア・アベニュー、デイビスの郡道102号線はポールライン道路と名付けられている。

### 公共交通

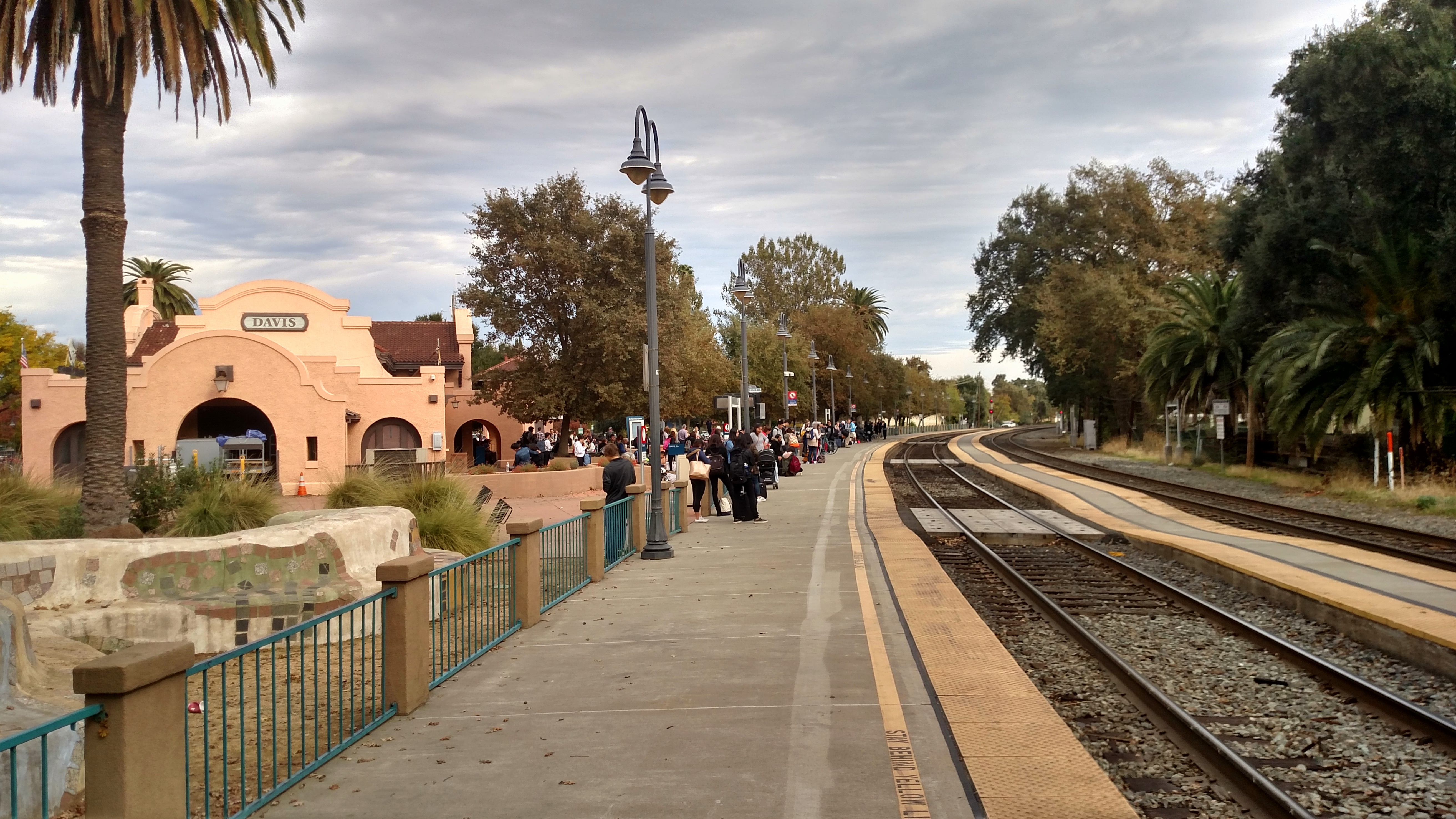
デイビス駅

- ヨロバス（ヨロ郡交通地区）がヨロ郡内とサクラメント市やサクラメント国際空港に向かうバスを運行している。
- デイビス市とカリフォルニア大学デイビス校が共同で市内バスとキャンパスへのシャトル便であるユニトランスを運行している。
- フェアフィールド・サスーン交通の系統番号30はソラノ郡のフェアフィールドからサクラメントを結ぶものであり、デイビスに停車場がある。
- アムトラックはデイビス市に停車駅がある。

### 空港
- サクラメント国際空港が近くのサクラメント郡内にある。
- ワッツ・ウッドランド空港とカリフォルニア大学デイビス校およびヨロ郡空港の3空港が郡内にある一般用途空港である。
- ボージス空港はクラークスバーグに近くにある小さな空港である。

## 政治
ヨロ郡はアメリカ合衆国大統領および連邦議会選挙で民主党の強い地盤であり、州内でも最も民主党を強く支持している。大統領選挙で共和党が多数を取ったのは1952年のドワイト・D・アイゼンハワーが最後だった。
アメリカ合衆国下院議員の選挙ではカリフォルニア州第1および第2選挙区の一部であり、カリフォルニア州議会下院議員の選挙では第2および第8選挙区、カリフォルニア州議会上院議員の選挙では第5および第1選挙区に入っており、2010年時点で連邦議会下院第1選挙区と州議会下院第8選挙区および州議会上院は民主党議員が、その他は共和党議員が務めている。
2008年の命題8に関する住民投票では法案に反対したカリフォルニア州内陸部3郡の1つとなった。これは同性同士の結婚を禁止するためのカリフォルニア州憲法修正案だった。反対は58.4%、賛成は41.6%となった（その他の反対した内陸郡はアルパイン郡とモノ郡である）。

## 人口動態
以下は2000年国勢調査による人口統計データである。
| 基礎データ - 人口: 168,660人 - 世帯数: 59,375 世帯 - 家族数: 37,465 家族 - 人口密度: 64人/km2（166人/mi2） - 住居数: 61,587軒 - 住居密度: 23軒/km2（61/mi2） 人種別人口構成 - 白人: 67.67% - アフリカン・アメリカン: 2.03% - ネイティブ・アメリカン: 1.16% - アジア人: 9.85% - 太平洋諸島系: 0.30% - その他の人種: 13.76% - 混血: 5.23% - ヒスパニック・ラテン系: 25.91% - ドイツ系アメリカ人: 10.0% - イングランド系アメリカ人: 6.6% - アイルランド系アメリカ人: 6.4% 主たる言語による人口構成 - 英語: 68.5% - スペイン語: 19.5% - 中国語: 2.1% - ロシア語: 1.8% | 年齢別人口構成 - 18歳未満: 25.2% - 18-24歳: 18.3% - 25-44歳: 28.2% - 45-64歳: 18.9% - 65歳以上: 9.4% - 年齢の中央値: 30歳 - 性比（女性100人あたり男性の人口） - 総人口: 95.6 - 18歳以上: 92.2 世帯と家族（対世帯数） - 18歳未満の子供がいる: 33.6% - 結婚・同居している夫婦: 47.6% - 未婚・離婚・死別女性が世帯主: 11.1% - 非家族世帯: 36.9% - 単身世帯: 23.3% - 65歳以上の老人1人暮らし: 7.3% - 平均構成人数 - 世帯: 2.71人 - 家族: 3.25人 収入と家計 - 収入の中央値 - 世帯: 40,769米ドル - 家族: 51,623米ドル - 性別 - 男性: 38,022米ドル - 女性: 30,687米ドル - 人口1人あたり収入: 19,365米ドル - 貧困線以下 - 対人口: 18.4% - 対家族数: 9.5% - 18歳未満: 16.0% - 65歳以上: 7.4% |

## 教育

### カレッジと大学
- カリフォルニア大学デイビス校
- ウッドランド・コミュニティ・カレッジ

### 公立学校
ヨロ郡教育部が郡内の公立学校を管轄している。